# Norman (Oklahoma)
Norman – miasto w Stanach Zjednoczonych, w stanie Oklahoma, w hrabstwie Cleveland (Cleveland County). Miasto to wchodzi w skład zespołu miejskiego stolicy stanu, Oklahoma City i jest położone około 35 km na południe od niego.

## Demografia
Liczba mieszkańców: 111 tys. (2010)

Powierzchnia: 490,6 km²
Według danych z 2017 roku 78,2% mieszkańców Norman stanowiła ludność biała (72,8% nie licząc Latynosów), 7,8% miało rasę mieszaną, 4,8% to Azjaci, 4,5% to Afroamerykanie, 3,5% to rdzenna ludność Ameryki, 0,1% to Hawajczycy i mieszkańcy innych wysp Pacyfiku. Latynosi stanowią 7,5% ludności miasta.

## Gospodarka
W mieście rozwinął się przemysł elektroniczny, lotniczy oraz spożywczy.

## Oświata
W mieście Norman znajduje się siedziba stanowej wyższej uczelni - University of Oklahoma.

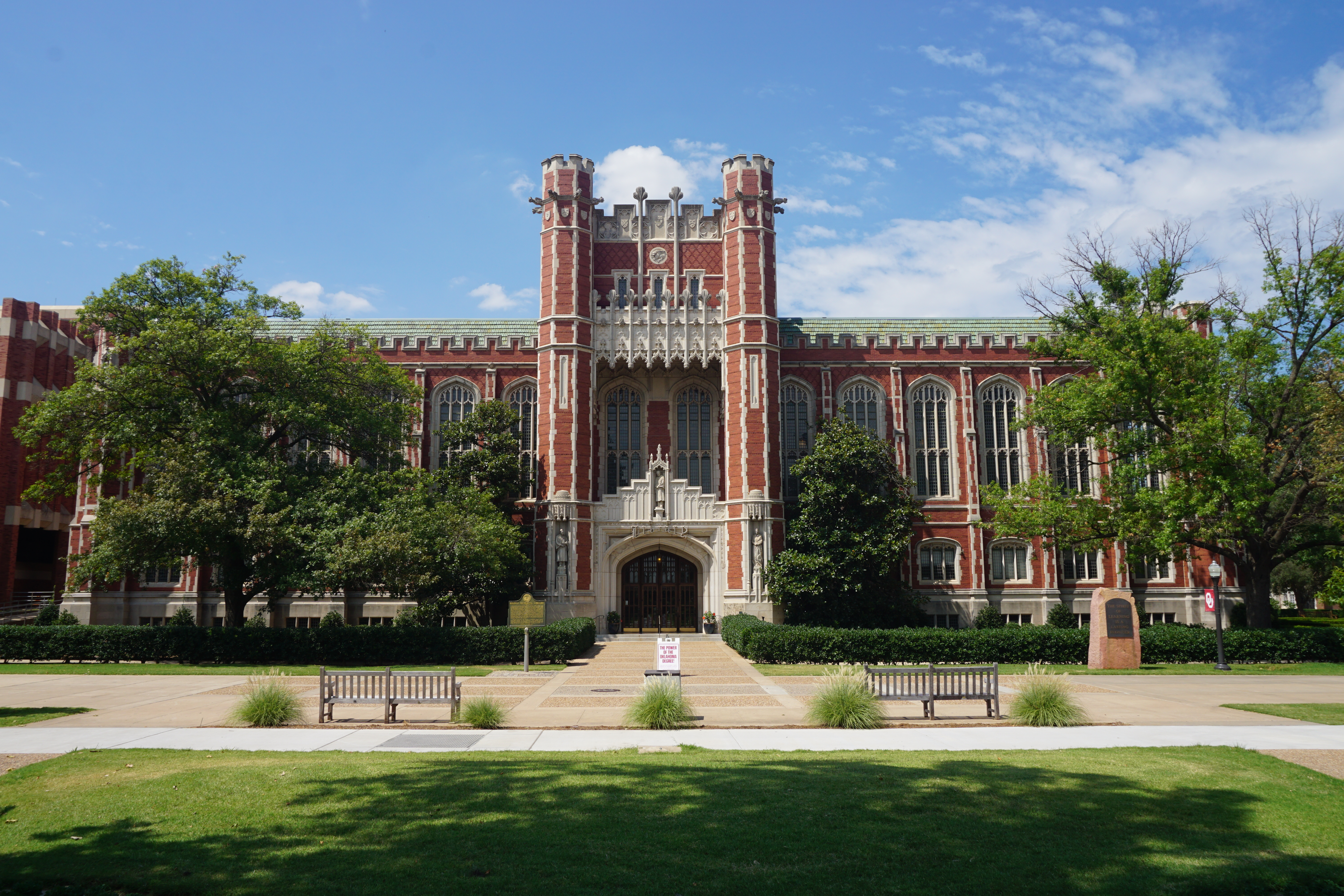
Budynek biblioteki Uniwersytetu Oklahoma

## Sport
W mieście rozgrywane są kobiece turnieje tenisa ziemnego pod nazwą Sooner Open, zaliczane do rangi ITF, z pulą nagród 25 000 $.

## Miasta partnerskie
- Clermont-Ferrand, Francja
- Colima, Meksyk
- Seika, Japonia